# Trombon
Trombon (trb.) je jedno od najstarijih limenih puhačkih glazbala, azijskog podrijetla. Ime mu kazuje da je riječ o velikoj trublji te i on ima cilindričnu cijev. Može imati ventile kao i trublja. No, češće je bez ventila, a promjena duljine njegove cijevi izvodi se izvlačenjem i uvlačenjem prvoga zavoja cijevi, koji se naziva povlačak. Kad je povlačak sasvim uvučen, trombon je u prvoj poziciji i izvodi temeljni ton i njegove alikvote.
Uobičajen je trombon glazbalo u položini tenora, a za temeljni ton ima 1B, kojega izvodi kao najdublji ton. Iznad njega se niže još osam tonova alikvotnog niza (B, f, b, d1, f1, b1, c2, d2). Uz još šest pozicija, kojima se temeljni ton svaki puta spušta za polustepen, opseg je takva trombona  1E - d2. Budući da trombon izvodi tonove počevši od temeljnog tona, prvi i drugi ton niza u bilo kojem položaju razlikuju se za oktavu. Tako iza tona 1B slijede B, iza 1A slijedi A, i tako dalje dok se ne stigne do sedme pozicije u kojoj iza temeljnog tona 1E slijedi ton E. Trombonu stoga nedostaje pet tonova iznad temeljnoga u prvoj poziciji, a to su 1H, C, Cis, D i Dis . Sljedeći se ton, ton E, izvodi kao drugi ton u sedmoj poziciji, kako je prethodno opisano, a dalje se opseg ispunjava kromatski.
Tonove koji nedostaju nadomješta basovski trombon (trb. b.), kvartu dublji od tenorskoga, ili se u tenorskoga ugrađuje tzv. kvartni ventil, kojim se tonove snizuje za kvartu.
U upotrebi je i za oktavu dublji kontrabasovski trombon (trb. cb.).